# ダミアン・ゴンスカ
ダミアン・ゴンスカ（Damian Gąska 、1996年11月24日 - ）は、ポーランド・ワルシャワ出身のプロサッカー選手。グルニク・ウェンチナ所属。ポジションは、ミッドフィールダー。

## クラブ歴
2020年9月7日、ラドミアック・ラドムへ買取オプション付きの1シーズンの契約でローン移籍した。